# Gut Moor
Gut Moor era un quartiere di Amburgo. Attualmente il territorio è compreso nel quartiere denominato Neuland e Gut Moor.

## Storia
Nel 1937 la cosiddetta "legge sulla Grande Amburgo" decretò la cessione del comune di Gut Moor dalla Prussia al Land di Amburgo.